# Luz barométrica
La luz barométrica es el nombre que lleva la luz que es emitida por un barómetro de mercurio cuándo el tubo es sacudido. El descubrimiento de este fenómeno en 1675 reveló la posibilidad del alumbrado eléctrico.

## El fenómeno y su explicación
Los primeros barómetros consistieron simplemente en tubos de vidrio cerrados en uno de los extremos y llenados con mercurio.  El tubo era entonces invertido, sumergiéndolo en una taza de mercurio con el extremo abierto hacia abajo.  El mercurio así era drenado hacia fuera hasta que la presión del mercurio en el tubo — medido en la superficie del mercurio en la taza — igualaba a la presión de la atmósfera en la misma superficie.
Para producir luz barométrica, el tubo de vidrio tiene que estar muy limpio y el mercurio tiene que ser puro.  Si el barómetro es entonces sacudido, una banda de luz aparecerá en el vidrio en el menisco del mercurio siempre que los movimientos del mercurio sean descendentes.
El mercurio al ponerse en contacto con el vidrio, le transfiere electrones.  Cuando el mercurio pierde ese contacto, los electrones son liberados y pasan del vidrio al entorno donde chocan con moléculas de gas haciéndolas brillar — de la misma manera que la colisión de electrones y átomos de neón hacen brillar una lámpara de neón.

## Historia
La luz barométrica fue primero observada en 1675 por el astrónomo francés Jean Picard: "Hacia el año 1676, Monsieur Picard transportaba su barómetro desde el Observatorio hacia el Puerto de Saint Michel durante la noche, [cuando]  notó una luz en una parte del tubo donde el mercurio se movía; este fenómeno lo sorprendió e inmediatamente lo informe al sçavans, … " El matemático suizo Johann Bernoulli estudió el fenómeno mientras enseñaba en Groningen, en los Países Bajos, y en 1700 demostró el fenómeno a la Academia francesa.  Después de aprender el fenómeno con Bernoulli, el inglés Francis Hauksbee se dedicó a investigar en la materia extensamente.  Hauksbee demostró que no era necesario un vacío completo para que se observe el fenómeno, ya que el mismo fulgor aparecía cuando el mercurio era sacudido con aire solo parcialmente enrarecido, y que incluso sin utilizar el tubo barométrico, las bombillas que contienen gases a baja presión podrían brillar si se les aplica externamente electricidad estática.  El fenómeno también fue estudiado por contemporáneos de Hauksbee, incluyendo el galo Pierre Polinière y un matemático francés, Gabriel-Philippe de la Alquiler, y posteriormente por muchos otros.